# Danh sách phương tiện quân sự dòng FV của quân đội Anh
Sau đây là một phần danh sách các số FV (viết tắt của fighting vehicle, nghĩa là "phương tiện chiến đấu") được sử dụng bởi Quân đội Anh. Một số xe không có số FV (ví dụ như AS-90).

## 0–999

FV215, Dự án pháo tự hành hạng nặng dựa trên xe tăng Conqueror Mk II với pháo 183 mm và vị trí phía sau của tháp pháo và khoang chiến đấu có thể vượt qua..

- FV101: Scorpion Xe tăng hạng nhẹ với pháo 76mm
- FV102: Striker bệ phóng tên lửa Swingfire 5
- FV103: Spartan APC
- FV104: xe cứu thương Samaritan
- FV105: Xe chỉ huy bọc thép Sultan
- FV106: Samson ARV.
- FV107: xe tăng hạng nhẹ Scimitar với pháo Rarden 30 mm
- FV109: Workhorse - phiên bản thay thế cho FV432
- FV120: Xe tăng Spartan với tháp pháo nhỏ gọn Milan
- FV180: Máy kéo kỹ thuật chiến đấu
- FV201: Xe tăng đa năng A45 với pháo 17 pdr (sau là pháo 20 pdr)
- FV205: Khung gầm xe tăng Conqueror dựa trên pháo tự hành chống tăng hạng trung.
- FV207: Một biến thể SPG trên cơ sở FV214 (Conqueror).Nó được lên kế hoạch trang bị lựu pháo 105 mm, 140 mm hoặc 152 mm trong ca-bin bọc thép kín. Chỉ tồn tại trong bản thiết kế.
- FV209: ARV đa năng - không được chế tạo.[1]
- FV212: Xe thiết giáp chở quá - không được chế tạo.[1]
- FV214: Xe tăng hạng nặng Conqueror
- FV215:  Xe tăng hạng nặng SPG với pháo hạng nặng 183 mm đặt trên khung gầm xe tăng  FV214 (Conqueror). Dự án bị hủy bỏ vào năm 1957.[1]
- FV216: Xe tăng của kỹ sư hoàng gia, thất bại.
- FV217: Thử nghiệm phiên bản Conqueror với pháo 120 mm SPG - dự án bị hủy bỏ.[1]
- FV219: Biến thể của ARV Mk I FV201. Tám chiếc đã hoàn thành
- FV221: Xe tăng hạng trungCaernarvon. Biến thể FV201.
- FV222: Xe tăng Conqueror ARV Mk II
- FV223: Bridgelayer ARK
- FV301: Xe tăng hạng nhẹ 21 tấn với pháo 77 mm.Dự án bị hủy bỏ năm 1953
- FV302: Xe chỉ huy GPO/CPO dựa trên FV301
- FV303: Pháo tự hành 20 pdr dựa trên FV301
- FV304: Pháo tự hành 25 pdr dựa trên FV301
- FV305: Pháo tự hành 5.5 inch dựa trên FV301
- FV306: Xe phục hồi bọc thép hạng nhẹ dựa trên FV301
- FV307: Xe Ra-đa dựa trên FV301
- FV308: Xe kéo pháo dã chiến dựa trên FV301
- FV309: Phần xe RA dựa trên FV301
- FV310: Xe thiết giáp chở quân dựa trên FV301
- FV311: Xe thiết giáp chở quân dựa trên FV301
- FV400: Xe tăng 17,6 tấn với pháo 77 mm
- FV401: Xe thiết giáp lớp Cambridge
- FV402: Xe báo cáo trinh sát bọc thép
- FV420: Xe vận tải 5 tấn.
- FV421: Pháo chống tăng hạng nhẹ 120 mm dựa trên FV401.
- FV421: Xe thiết giáp chở quân, tiền thân của FV432.
- FV422: Xe thiết giáp chở quân
- FV423: Xe thiết giáp chỉ huy, 5 tấn
- FV424: AVRE (Armoured Vehicle Royal Engineers:Xe bọc thép kỹ sư hoàng gia)
- FV425: Xe bọc thép của REME (viết tắt của Royal Electrical and Mechanical Engineers hay Quân đoàn Kỹ sư Điện và Cơ khí Hoàng gia Anh)
- FV426: Xe mang phóng tên lửa Orange William HESH AT.
- FV430: Xe bọc thép chở quân chở quân Mk3 Bulldog
- FV432: Xe thiếp giáp chở quân (APC).
- FV433: Pháo tự hành Abbot 105 mm SP trên khung gầm FV432
- FV434: Xe sửa chữa bọc thép- Phiên bản kĩ thuật của FV432
- FV435: Xe truyền thông Wavell
- FV436: Phiên bản thử nghiệm của biến thể FV432 với trang bị ra-đa Green Archer, không được đưa vào sử dụng.  Số sau đó được sử dụng cho các phương tiện tham mưu cấp lữ đoàn và sư đoàn.
- FV437: Xe dò đường dựa trên FV432 với ống quan sát
- FV438: Xe thiết giáp chở quân trang bị tên lửa chống tăng Swingfire.
- FV439: Phiên bản truyền dẫn tín hiệu của FV432.
- FV510: Xe chiến đấu cơ giới dòng Warrior (MCV).
- FV511: Xe chỉ huy bộ binh dòng Warrior
- FV512: Xe sửa chữa dòng Warrior
- FV513: Xe phục hồi dòng Warrior
- FV514: Xe quan sát dòng Warrior
- FV515: Xe chỉ huy pháo binh dòng Warrior
- FV601: Xe tăng bánh lốpSaladin
- FV603: Xe bọc thép Saracen
- FV604: Saracen cấp trung đoàn
- FV610: Saracen RA CP (trần cao)
- FV622: Xe tải chở hàng lưỡng cư 6x6 Stalwart Mk. 1
- FV622: Xe tải chở hàng lưỡng cư 6x6 Stalwart Mk. 2
- FV701: Xe trinh sát Scout Ferret Mk 1/1
- FV703: Xe trinh sát GW Ferret Mk 2/6
- FV704: Xe trinh sát Mk 1/2
- FV711: Xe trinh sát Ferret Mk4
- FV712: Xe trinh sát GW, Ferret Mk 5
- FV721: Xe chiến đấu trinh sát
- FV722: Xe trinh sát Vixen Mk1

## 1000–9999
- FV1103: Xe kéo pháo hạng trung Leyland Martian, 10 tấn, 6×6 bánh, Leyland
- FV1119: Máy kéo 10 tấm 6×6 bánh Leyland Recovery
- FV1601: Xe tải chở hành 4×4 bánh, GS, Humber
- FV1609: Nguyên mẫu Humber Pig
- FV1611: Xe tải 1 tấn 4×4 bánh Humber Pig
- FV1612: FFW/FFR Humber Pig
- FV1613: Xe cứu thương bọc thép Humber Pig
- FV1620: Xe tải 1 tấn 4×4 bánh trang bị bệ phóng tên lửa di động (Bệ phóng Malkara)
- FV1801A: Xe tải 1/4 tấm 4 × 4 bánh Mk.1. (Austin Champ)
- FV1802:  Xe tải nhỏ 4 × 4 bánh, Austin (chỉ có nguyên mẫu)
- FV2721a: rơ-moóc Centurion AVRE
- FV3011: Sơ mi rơ moóc 50 Tấn - được sử dụng với máy kéo Thornycroft Antar
- FV3601:  Xe rơ moóc 50 tấn
- FV3621: Xe đầu kéo tải trọng 20 tấn
- FV3801: Xe kéo pháo dựa trên Xe tăng Centurion
- FV3802: 25 pdr SP với trang bị pháo binh thực chiến, thuộc dòng Xe tăng Centurion.
- FV3803: Xe thông tin chỉ huy dựa trên Xe tăng Centurion
- FV3804: Xe tải đạn dựa trên Xe tăng Centurion
- FV3805: Pháo SP 5,5 inch (chỉ có nguyên mẫu)
- FV3806: Pháo SP 7.2inch của Xe tăng Centurion
- FV3901: xe tăng Churchill Linked ARK
- FV3902: Xe tăng Churchill VII Flail còn được gọi là "TOAD"
- FV3903: Xe tăng bộ binh Churchill VII AVRE Dozer
- FV3904: Xe tăng Churchill VII APC
- FV4001: Xe phá mìn Centurion
- FV4002: Xe tăng Centurion Mk 5 Bridgelayer.
- FV4003: Xe tăng Centurion Mk 5 AVRE 165.
- FV4004: Pháo tự hành (SPG) Conway dựa trên thân xe tăng Centurion Mark III với một khẩu pháo cỡ nòng lớn hơn 120 mm L1 trên tháp pháo làm từ tấm cán kim loại.Là một thiết kế tạm thời cho đến khi xe tăng Conqueror đi vào hoạt động. Một chiếc được chế tạo trước khi dự án bị hủy bỏ vào năm 1951.
- FV4005: Pháo tự hành (SPG) 183 mm hạng nặng (hai nguyên mẫu, một với một tháp pháo có khả năng xoay vòng giới hạn, 'Giai đoạn 2' với tháp pháo cao, đi qua hoàn toàn)
- FV4006: Xe tăng Centurion Mk 2
- FV4007: Xe tăng Centurion Mk 1, 2, 3, 4, 7, 8/1, 8/2
- FV4008: Xe tăng Centurion DD
- FV4009: Xe tăng hạng trung
- FV4010: Pháo chống tăng, xe tên lửa hạng trung Malkara trên khung gầm Xe tăng Centurion.
- FV4011: Xe tăng Centurion Mk 5
- FV4012: Xe tăng Centurion Mk 7/1, 7/2
- FV4013: Xe tăng Centurion Mk 3 ARV
- FV4014: Xe tăng hạng trung
- FV4015: Xe tăng Centurion Mk 9
- FV4016: Xe tăng Centurion ARK Bridgelayer
- FV4017: Xe tăng Centurion Mk 10
- FV4018: Centurion BARV - Xe trục vớt bọc thép
- FV4019: Xe tăng Centurion Mk 5 Bulldozer.
- FV4030: Dòng xe Shir được thiết kế cho Iran. Tiền nhiệm của xe tăng Challenger
- FV4030/2: Xe tăng Shir 1 với pháo 120mm MBT, tiền nhiệm của xe tăng Challenger. Được đổi tên thành Khalid để cung cấp cho Jordan
- FV4030/3: xe tăng Shir 2
- FV4030/4: Xe tăng Challenger 1
- FV4034: Xe tăng Challenger 2
- FV4101: Xe tăng Charioteer với pháo hạng nặng
- FV4201: Xe tăng Chieftain
- FV4201: Xe tăng hạng trung số 2 "40t Centurion"
- FV4202: "Xe tăng Centurion 40 tấn" với pháo 20 pao, tiền nhiệm của xe tăng Chieftain. Dự trên xe tăng Centurion Mk 7 nhưng giáp mỏng hơn.
- FV4203: Xe tăng Centurion AVRE 105
- FV4204: Chieftain ARV Mk 5 và ARRV (Xe phục hồi và sửa chữa bọc thép)
- FV4205: Xe tăng AVLB Chieftain Bridgelayer.
- FV4207: Xe tăng Centurion Mk 9 VHF.
- FV4211: Phiên bản thử nghiêm  (Nhôm) của xe tăng Chieftain (1971)
- FV4333: Xe thiết giáp chở quân  Stormer
- FV4401: Pháo tự hành chống tăng Contentious - Thử nghiêm của Anh  dựa trên dòng S-Tank cho xe tăng hạng nhẹ. 3 nguyên mẫu.[2][3]
- FV4501: Xe phá mìn bọc thép
- FV4601: Xe tăng chiến đấu chủ lực MBT-80 (3 nguyên mẫuu).

## 9999 +
- FV11002: Xe kéo 10 tấn 6x6 bánh, GS, AEC Militant Mk 2
- FV11003: Xe tải nối cầu 6x6 bánh,AEC Militant]]
- FV11005: Xe ben 6x6 bánh, AEC Militant
- FV11009: Xe tải, xe chở nhiên liệu 2,500 ga-lông 6x6 bánh, AEC Militant
- FV11018: Xe tải chở hàng 10 tấn 6x6 bánh, GS, AEC Militant Mk 1
- FV11010:  Xe tải chở hàng 10 tấn 6x6 bánh, GS, AEC Militant
- FV11014: Xe tải 10 tấn 6x6 bánh, GS, AEC Excavator
- FV11021:  BV202E với khớp nối Sno-Cat
- FV11044:  Xe kéo phục hồi hạng nặng 10 tấn 6x6 bánh, AEC
- FV11047: Xe tải chở hàng 10 tấn 6x6 bánh,GS, AEC Militant Mk 3
- FV11061: Xe chỉ huy bọc thép hạng nặng, AEC 10 tấn 6x6 bánh
- FV11301: Máy kéo 10 tấn 6x6 bánh, GS, Scammell Recovery
- FV12002: Máy kéo 30 tấn 6x4 bánh, GS, Thornycroft Antar Mk 2
- FV12003: Máy kéo 30 tấn 6x4 bánh, GS, Thornycroft Antar (thân ballast)
- FV12004: Máy kéo 30 tấn 6x4 bánh, GS, Thornycroft Antar Mk 3
- FV12101: Máy kéo 20 tấn 6x6 bánh, GS Scammell
- FV12105: Máy kéo 20 tấn 6x6 bánh GS Scammell Mk 2
- FV13111: Xe ben 4 tấn 4x4 bánh, Bedford
- FV13112: Xe tải chở hàng 4 tấn 4x4 bánh, GS, Bedford
- FV13113: Phân xưởng di động trên xe tải 4 tấn 4x4 bánh, Bedford
- FV13142:  Xe tải chở hàng 4 tấn 4x4 tấn chở được bằng máy bay, Bedford
- FV13165: Phòng khám Nha khoa Di động trên xe tải 4 tấn 4x4 bánh, Bedford
- FV13201: Xe tải 3 tấn 4x4, GS, Commer
- FV13219: Xe ben 3 tấn 4x4 bánh, Commer
- FV13206: Phân xưởng di dộng trên xe tải 3 tấn 4x4 bánh, Commer
- FV16001: Xe tải chở hàng 1 tấn 4x4 bánh, GS, Austin
- FV16003: Xe tải 1 tấn 4x4 bánh Wireless, Austin
- FV16008: Xe tải 1 tấn 4x4 bánh với bồn nước 200, Austin
- FV16100: Xe tải 1 tấn 4x4 bánh(sê-ri Morris)
- FV18005: Xe tải cứu thương 3/4 tấn 4x4 bánh Land Rover Series I
- FV18008: Xe tải cứu thương 3/4 tấn 4x4 bánh Land Rover Series I
- FV18032: Xe tải 3/4 tấn 4x4 bánh Line-laying
- FV18044: Xe tải cứu thương 3/4 tấn 4x4 bánh Land Rover Series II
- FV18067: Xe tải cứu thương 3/4 tấn 4x4 bánh, 2/4 Stretcher
- FV23225: Xe tải hạng nhẹ 4 tấn 4x4 báng, Bedford
- FV30011: Sơ mi rơ moóc, 50 tấn, Vận chuyển xe tăng